# Tháp Thành phố (Trnava)

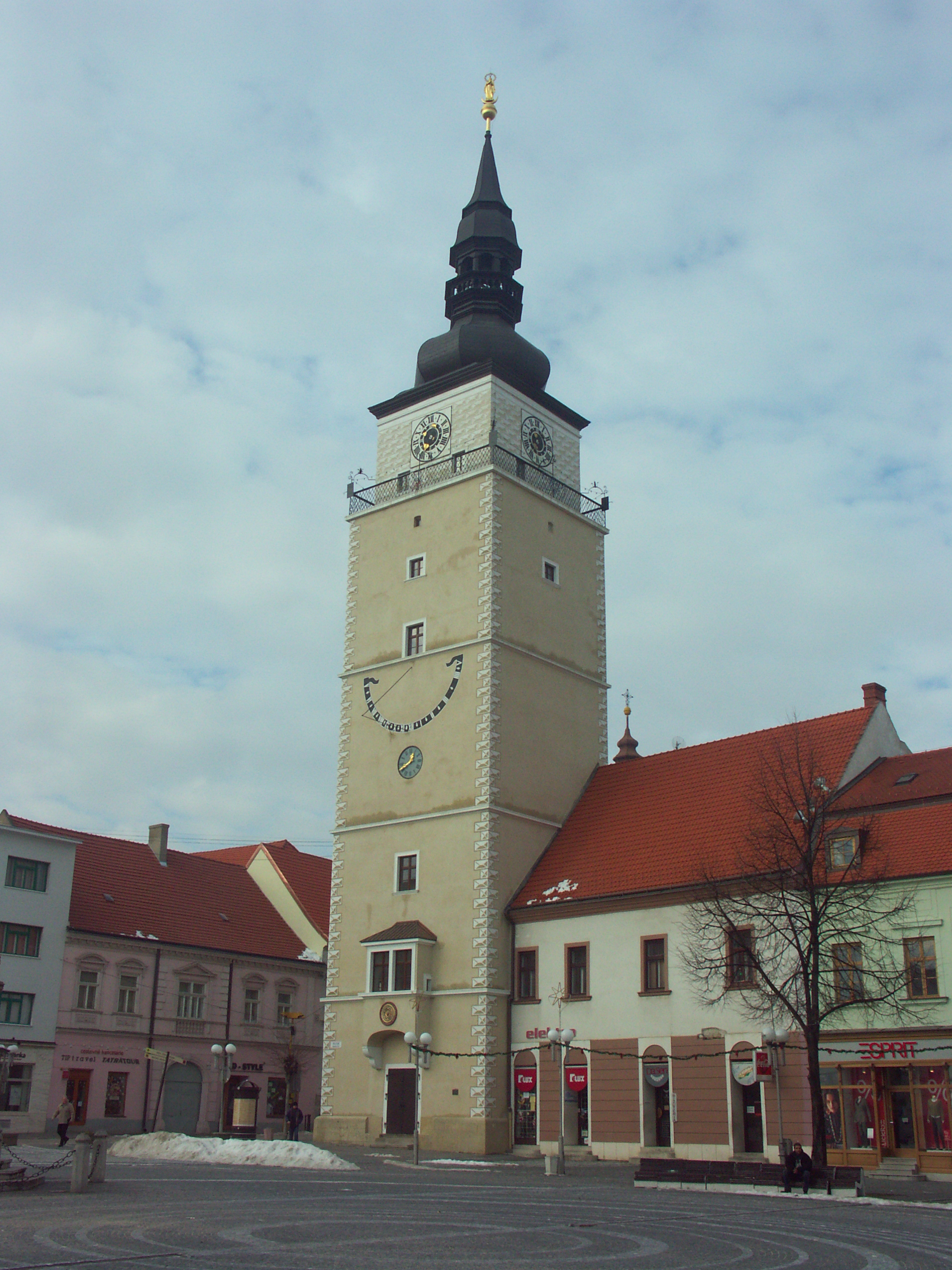
Tháp Thành phố

Tháp Thành phố (tiếng Slovak Mestská veža) là một trong những di tích lịch sử của Trnava, Slovakia.
Ngày 28 tháng 7 năm 1574, người ta bắt đầu khởi công xây dựng tòa tháp. Tuy nhiên vào năm 1666 và năm 1683, hai vụ hoả hoạn đã khiến cho toà tháp không có mái che từ đó.
Trên mặt bằng hình vuông, toà tháp xây dựng với kết cấu gồm 8 tầng cùng chiều cao 57 mét, đặc biệt ở độ 29 mét của toà tháp có bố trí một phòng trưng bày nghệ thuật. Trên tầng cao nhất, các góc nổi bật với các hoạ tiết trang trí bằng kim cương sgraffito. Phía ngoài toà tháp, hướng tây nam là một đồng hồ mặt trời theo phong cách cổ điển. Phía trên lối vào là bức phù điêu hình tròn biểu tượng của Chúa Kitô.
Khi mới hoàn thành, trên đỉnh toà tháp là một mặt trăng với biểu tượng ngôi sao và sau này thay thế bởi tượng Đức Trinh Nữ Maria trong khoảng thời gian từ 1739–1742. Tuy nhiên, do ảnh hưởng của gió bão, nên bức tượng bị đổ rồi thế chỗ bởi bức tượng khác có hình dáng và kích thước giống con người.
Năm 1729, một máy đồng hồ cơ từ xưởng của Franz Langer đã được thêm vào tầng năm cùng với hai con lắc có cân nặng 300 kg và treo trên một sợi dây dài 30 mét.
Năm 1818, hoàn tất lối vào mới của toà tháp cũng dòng chữ của Chúa Kitô và chữ Latinh : Nisi dominus custodierit civitatem, frustra vigilat, gui custodit eam (Psalm 127) ghi ngay trên lối vào.

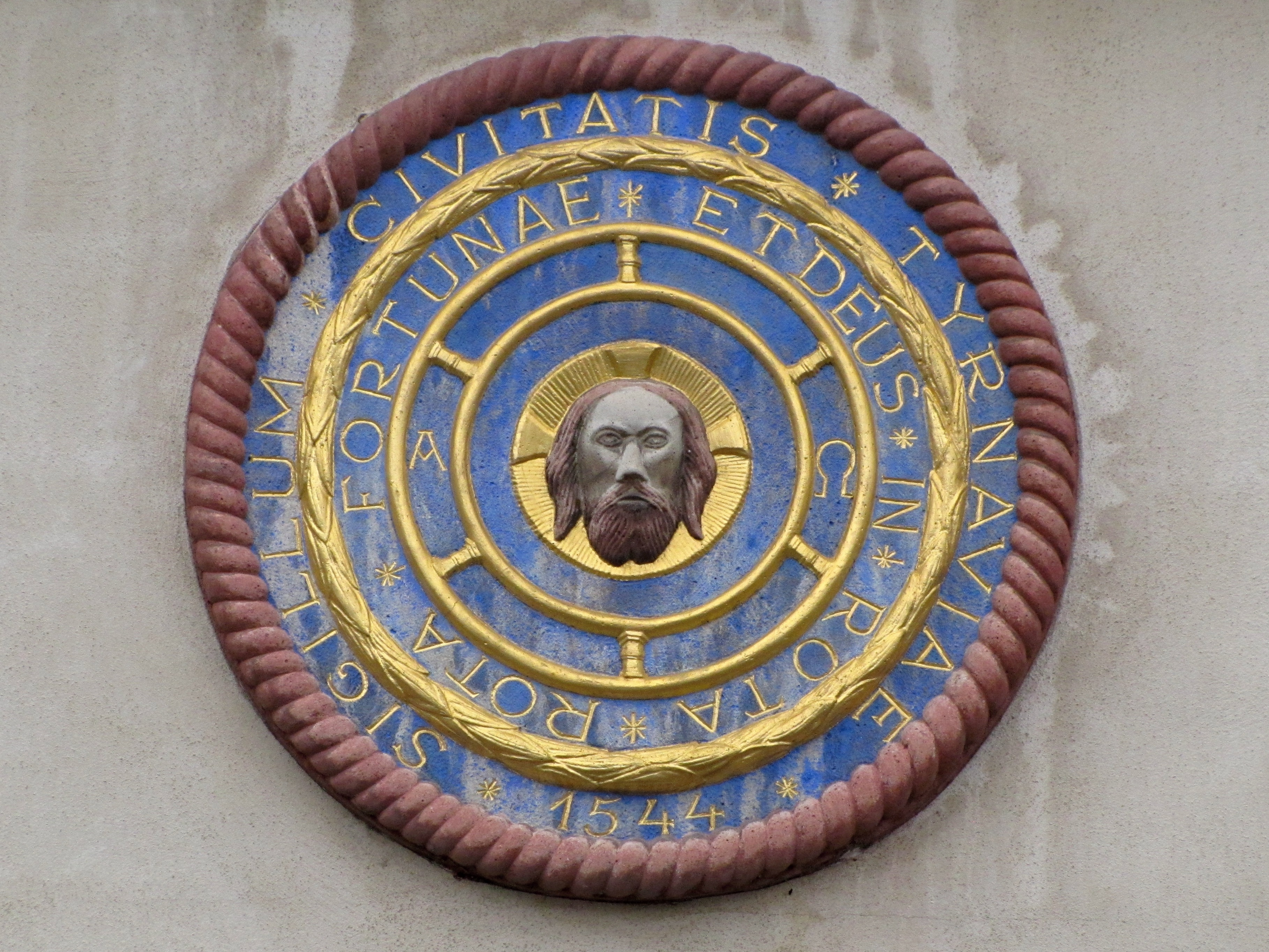
Quốc huy của thành phố phía trên lối vào tháp

Tháp được tái xây dựng vào năm 1938–1941 bởi công ty Pittel và Brausvetter, cùng với các sự thay đổi: những bức tường phủ lại bằng thạch cao còn bức tượng thì mạ vàng lại tại xưởng của Peter Michaletz.